# Mistrzostwa Świata w Lekkoatletyce 2019 – bieg na 5000 m kobiet
Bieg na 5000 metrów kobiet – jedna z konkurencji biegowych rozgrywanych podczas lekkoatletycznych mistrzostw świata na Stadionie Międzynarodowym Chalifa w Dosze.
Tytuł mistrzowski z 2017 obroniła Hellen Obiri.

## Terminarz
Źródło: worldathletics.org.
| Data           | Godzina |            |
| -------------- | ------- | ---------- |
| 2 października | 18:25   | Eliminacje |
| 5 października | 21:25   | Finał      |

## Rekordy
Tabela prezentuje rekord świata, rekord mistrzostw świata, rekordy kontynentów oraz najlepszy wynik na listach światowych w sezonie 2019 przed rozpoczęciem mistrzostw.
|                            | Zawodniczka     | Wynik     | Miejsce        | Data                      | Źródło |
| -------------------------- | --------------- | --------- | -------------- | ------------------------- | ------ |
| Rekord świata              | Tirunesh Dibaba | 14:11,15  | Oslo           | 6 czerwca 2008(dts)       | [ 2 ]  |
| Rekord mistrzostw świata   | Almaz Ayana     | 14:26,83  | Pekin          | 30 sierpnia 2015(dts)     | [ 2 ]  |
| Rekord Afryki              | Tirunesh Dibaba | 14:11,15  | Oslo           | 6 czerwca 2008(dts)       | [ 3 ]  |
| Rekord Ameryki Południowej | Simone da Silva | 15:18,85  | São Paulo      | 20 maja 2015(dts)         | [ 4 ]  |
| Rekord Ameryki Północnej   | Shelby Houlihan | 14:34,45  | Heusden-Zolder | 21 lipca 2018(dts)        | [ 5 ]  |
| Rekord Australii i Oceanii | Kimberley Smith | 14:39,89i | Nowy Jork      | 27 lutego 2009(dts)       | [ 6 ]  |
| Rekord Azji                | Jiang Bo        | 14:28,09  | Szanghaj       | 23 października 1997(dts) | [ 7 ]  |
| Rekord Europy              | Sifan Hassan    | 14:22,12  | Londyn         | 21 lipca 2019(dts)        | [ 8 ]  |
| Listy światowe             | Hellen Obiri    | 14:20,36  | Londyn         | 21 lipca 2019(dts)        | [ 2 ]  |

## Wyniki

### Eliminacje
Awans: Pięć najlepszych z każdego biegu (Q) oraz pięć z najlepszymi czasami wśród przegranych (q).
Źródło: worldathletics.org.
| Pozycja | Bieg | Zawodniczka               | Państwo           | Czas     | Uwagi |
| ------- | ---- | ------------------------- | ----------------- | -------- | ----- |
| 1.      | 1    | Hellen Obiri              | Kenia             | 14:52,13 | Q     |
| 2.      | 1    | Karissa Schweizer         | Stany Zjednoczone | 14:52,41 | Q,    |
| 3.      | 1    | Hawi Feysa                | Etiopia           | 14:53,85 | Q     |
| 4.      | 1    | Eilish McColgan           | Wielka Brytania   | 14:55,79 | Q     |
| 5.      | 2    | Tsehay Gemechu            | Etiopia           | 15:01,57 | Q     |
| 6.      | 2    | Konstanze Klosterhalfen   | Niemcy            | 15:01,57 | Q     |
| 7.      | 2    | Margaret Kipkemboi        | Kenia             | 15:01,58 | Q     |
| 8.      | 2    | Lilian Rengeruk           | Kenia             | 15:02,03 | Q     |
| 9.      | 1    | Camille Buscomb           | Nowa Zelandia     | 15:02,19 | Q,    |
| 10.     | 2    | Laura Weightman           | Wielka Brytania   | 15:02,24 | Q     |
| 11.     | 2    | Fantu Worku               | Etiopia           | 15:02,74 | q     |
| 12.     | 1    | Nozomi Tanaka             | Japonia           | 15:04,66 | q,    |
| 13.     | 1    | Andrea Seccafien          | Kanada            | 15:04,67 | q,    |
| 14.     | 1    | Dominique Scott-Efurd     | Południowa Afryka | 15:05,01 | q     |
| 15.     | 1    | Elinor Purrier            | Stany Zjednoczone | 15:08,82 | q     |
| 16.     | 2    | Anna Emilie Møller        | Dania             | 15:11,76 |       |
| 17.     | 1    | Sarah Chelangat           | Uganda            | 15:19,90 |       |
| 18.     | 1    | Hanna Klein               | Niemcy            | 15:28,65 |       |
| 19.     | 2    | Rachel Schneider          | Stany Zjednoczone | 15:30,00 |       |
| 20.     | 2    | Melissa Duncan            | Australia         | 15:37,37 |       |
| 21.     | 2    | Rachel Cliff              | Kanada            | 15:41,27 |       |
| 22.     | 2    | Jessica Judd              | Wielka Brytania   | 15:51,48 |       |
| 23.     | 2    | Walerija Żandarowa        | Gruzja            | 15:52,11 |       |
| 24.     | 2    | Tomoka Kimura             | Japonia           | 15:53,08 |       |
| 25.     | 1    | Florencia Borelli         | Argentyna         | 15:56,49 |       |
| 26.     | 1    | Cavaline Nahimana         | Burundi           | 16:25,82 |       |
| 27 !    | 1    | Karoline Bjerkeli Grøvdal | Norwegia          | DNF      |       |
| 27 !    | 1    | Maureen Koster            | Holandia          | DNF      |       |
| 27 !    | 2    | Tigist Gashaw             | Bahrajn           | DNF      |       |

### Finał
Źródło: worldathletics.org.
| Pozycja | Zawodniczka             | Państwo           | Czas     | Uwagi |
| ------- | ----------------------- | ----------------- | -------- | ----- |
| 01 !    | Hellen Obiri            | Kenia             | 14:26,72 | CR    |
| 02 !    | Margaret Kipkemboi      | Kenia             | 14:27,49 | PB    |
| 03 !    | Konstanze Klosterhalfen | Niemcy            | 14:28,43 |       |
| 4.      | Tsehay Gemechu          | Etiopia           | 14:29,60 | PB    |
| 5.      | Lilian Rengeruk         | Kenia             | 14:36,05 | PB    |
| 6.      | Fantu Worku             | Etiopia           | 14:40,47 | PB    |
| 7.      | Laura Weightman         | Wielka Brytania   | 14:44,57 | PB    |
| 8.      | Hawi Feysa              | Etiopia           | 14:44,92 |       |
| 9.      | Karissa Schweizer       | Stany Zjednoczone | 14:45,18 | PB    |
| 10.     | Eilish McColgan         | Wielka Brytania   | 14:46,17 | PB    |
| 11.     | Elinor Purrier          | Stany Zjednoczone | 14:58,17 | PB    |
| 12.     | Camille Buscomb         | Nowa Zelandia     | 14:58,59 | PB    |
| 13.     | Andrea Seccafien        | Kanada            | 14:59,95 | PB    |
| 14.     | Nozomi Tanaka           | Japonia           | 15:00,01 | PB    |
| 15.     | Dominique Scott-Efurd   | Południowa Afryka | 15:24,47 |       |